# All-rounder
Als All-rounder im Cricket wird ein Spieler bezeichnet, der mit seinem Spiel sowohl als Batter als auch als Bowler relevant für sein Team beitragen kann.

## Definition
Generell wird ein All-rounder von einem Spezialisten abgegrenzt, der entweder als Batter oder als Bowler in seinem Team aufgestellt wird. Traditionelle Definitionen beziehen sich auf das Verhältnis von Batting-Average und Bowling-Average. Da das Batting-Average besser ist je höher es ist und das Bowling-Average die umgekehrte Eigenschaft besitzt, wird häufig die Definition verwendet das dann ein All-rounder vorliegt, wenn sein Batting-Average das eines Bowling-Average überschreitet. Jedoch ist dieses eine sehr einengende Definition, da nur wenige Spieler dies in der Geschichte des internationalen Crickets erreichen konnten. Daher wird der Begriff zumeist sehr fiel weiter gefasst. Auch wird häufig zwischen Batting-all-rounder und Bowling-all-rounder unterschieden, die jeweils in einer Rolle bessere Leistungen zeigen.

## Einsatz von All-roundern
Der Einsatz von All-roundern hängt neben den Fähigkeiten des Spielers und der seiner Team-Kollegen auch vom Spielformat ab. Im Test Cricket spielen traditionell Spezialisten eine wichtigere Rolle, da erwartet wird, dass sie jeweils über lange Strecken des Spiels ihre Rollen ausfüllen. Im Twenty20 gibt es die Entwicklung, dass immer mehr Spieler mehrere Rollen in einem Spiel wahrnehmen können, womit die Wichtigkeit von All-roundern zunimmt.
Innerhalb der Batting-Order sind All-rounder zumeist Teil der Middle-Order-Batter und so zwischen den Batting-Spezialisten die höher Platziert sind und den Bowling-Spezialisten die tiefer platziert sind angesiedelt. Auch befindet sich in dieser Gruppe zumeist der Wicket-Keeper, der auch wenn er mehrere Aufgaben wahrnimmt im Spiel nicht als All-rounder bezeichnet wird.

## Bekannte All-rounder
Folgende Spieler die allgemein als All-rounder bezeichnet werden sind in die ICC Cricket Hall of Fame aufgenommen worden.
- Diana Edulji
- Wasim Akram
- Enid Bakewell
- Richie Benaud
- Ian Botham
- Jan Brittin
- Learie Constantine
- Alan Davidson
- Kapil Dev
- Aubrey Faulkner
- W. G. Grace
- Richard Hadlee
- Debbie Hockley
- Jacques Kallis
- Imran Khan
- Ray Lindwall
- Malcolm Marshall
- Stan McCabe
- Keith Miller
- Monty Noble
- Shaun Pollock
- Wilfred Rhodes
- Garfield Sobers
- Lisa Sthalekar
- Frank Woolley